# Feroxodon multistriatus
Feroxodon multistriatus és una espècie de peix de la família dels tetraodòntids i de l'ordre dels tetraodontiformes.

## Morfologia
- Els mascles poden assolir 39 cm de longitud total.[2][3]

## Alimentació
Menja peixos i invertebrats.

## Hàbitat
És un peix marí, de clima tropical i associat als esculls de corall.

## Distribució geogràfica
Es troba al nord-oest d'Austràlia i el Pacífic sud-occidental.

## Observacions
És molt verinós, fins al punt d'haver d'amputar els dits dels peus dels nedadors que hi han estat en contacte.